# Eleonora Sicilska
Eleonora (Leonora) Sicilska (španjolski Leonor; Sicilija, 1325. – Katalonija, 1375.) bila je aragonska kraljica supruga. Otac joj je bio Petar II., kralj Sicilije, a majka Elizabeta Koruška, kraljica Sicilije.

## Aragonska kraljica
Dana 27. kolovoza 1349., Eleonora se u Valenciji udala za Petra IV. Aragonskog, koji se odrekao svih prava na krunu Sicilije. Petar je bio udovac kada se oženio Eleonorom; imao je već kćeri Konstanciju i Ivanu. Eleonora je postala moćna ličnost na dvoru kao muževljeva savjetnica.
Eleonorin se brat oženio Eleonorinom pastorkom Konstancijom.
Kao pobožna osoba, Eleonora je darivala klarise.

## Djeca kraljice Eleonore
Ovo su Eleonorina i Petrova djeca:
- Ivan I. Aragonski[2]

Otac Jolande Aragonske, kraljice Napulja.
- Martin Aragonski

Nasljednik svog brata Ivana
- Leonora Aragonska, kraljica Kastilje
- Alfons (Alfonso)